# End Game
End Game è un film del 2006 diretto da Andy Cheng.
Il film, sceneggiato dallo stesso regista con J.C. Pollock, e interpretato tra gli altri da Cuba Gooding Jr. e James Woods, narra dell'affannosa e controversa indagine seguita all'uccisione del Presidente degli Stati Uniti.

## Trama
Washington. L'agente speciale dei Servizi Segreti Alex Thomas viene ferito mentre cerca inutilmente di fare scudo col suo corpo ad una pallottola indirizzata al Presidente degli Stati Uniti, che gli muore tra le braccia. Sentendosi responsabile per non essere riuscito a trarre in salvo il Presidente, l'agente decide di rifugiarsi nella sua abitazione sul lago. La giornalista investigativa Kate Crawford è stata testimone dell'attentato e sembra l'unica a voler far luce su Lewis Detimore, l'assassino. Scopre presto che l'uomo era un malato terminale e che non ha agito da solo. Ma chiunque interroghi o avvicini, dopo un po' muore violentemente.
La giornalista allora si reca da Thomas che le dà ascolto, tanto più in quanto viene attentata la vita di entrambi. L'abile Thomas mette in salvo se stesso e la giornalista e uccide due sicari. Il terzo, che riesce a sfuggire, è comunque individuato e preso dopo un'operazione non autorizzata dal suo capo Stevens. Si scopre poi che proprio questi aveva dei trascorsi con l'uomo arrestato, mentre da un nuovo filmato girato poco prima dell'attentato emerge addirittura che sia stato lui a passare l'arma all'assassino.

## Distribuzione
Il film è stato distribuito direttamente per il mercato home video negli Stati Uniti dal 2 maggio 2006 mentre in Italia dal 21 luglio 2006.